# HMS Captain (1869)
L'HMS Captain è stata una nave da guerra della marina britannica, la Royal Navy, varata nel 1869, da non confondersi con navi omonime che, nei secoli precedenti, sono state in servizio nella stessa. Mentre per le navi costiere lo scarso rendimento dei motori a vapore dell'epoca non costituiva un ostacolo, per la Royal Navy esisteva anche la necessità di vascelli oceanici che si dovevano quindi per necessità affidare alla propulsione a vela. La nave venne costruita sotto le pressioni dell'opinione pubblica e contro il parere dell'Ammiragliato; varata ed accettata in servizio nonostante i difetti che comportavano una instabilità ed un basso bordo libero, affondò durante una burrasca al largo di Cabo Fisterra.

## Progetto
La nave fu progettata in modo che voleva essere innovativo, ma in realtà fu affetta da vari difetti
progettuali che ne condizionarono l'efficienza operativa, come la disposizione delle due torri corazzate che intervallavano i tre alberi velici, sovrastate da una passerella, detta hurricane deck, alla quale veniva attaccato il sartiame per evitare che venisse danneggiato dalle bordate come sarebbe avvenuto se fosse stato collegato al ponte inferiore. Rispetto al progetto la nave si trovò ad avere un aumento di peso con conseguente diminuzione del bordo libero (l'altezza del ponte dall'acqua, che il progetto originario collocava a 2,4 m - 8 piedi - dalla linea di galleggiamento) a soli 1,98 m; di conseguenza avveniva l'inondazione del ponte di batteria in condizioni di mare meno che ottimali. Inoltre, il centro di gravità veniva ad essere estremamente elevato, con problemi di stabilità; nonostante tutto, la nave superò le prove in mare e venne immessa in servizio.

## Servizio
Colò a picco il 6 settembre 1870 durante una burrasca con mare forza 6 nonostante i tentativi di evitarne il capovolgimento al largo di Cabo Fisterra, con la morte di 480 uomini dell'equipaggio.